# Palacio de Ron
El palacio de Ron, actual palacio de Monteserín, levantado por la familia de Ron, que alcanzó gran poder y relevancia en el occidente de Asturias. Es un gran edificio formado por cuatro alas en torno a un patio central. Una de las fachadas se flanquea por torres cuadradas (La trasera).
Ubicado en el suroccidente del Principado de Asturias, en el centro del concejo de Pesoz.

## Historia
Palacio de Ron, casona solariega propia de los ss. XVII y XVIII que fue de Álvaro Díaz, gobernador de Asturias bajo el reinado de Fernando VII. En 1909 se procedió a su reforma, llegando a alterarse la fachada original. Momento al que corresponde la fachada principal, estructurada en dos pisos separados por imposta, con ventanas en el bajo y balcones volados, con antepecho de rejería, en el piso superior. La puerta, en el centro, es de arco escarzano.

## Características
El patio se rodea de columnas toscanas, que sustentan un corredor de madera acristalado, al que se abren las habitaciones. La capilla es externa, con pequeña espadaña.. Dentro de la casa hay una talla de la Virgen de la Lágrima del siglo XII.
En la finca del palacio se halla una torre cuadrada medieval (Torre de Pesoz, siglo XII), cuya finalidad era defensiva de 9 m de altura y 1,60 m de grosor.
A pocos km de Pesoz está el pueblo de Ron, en el término municipal de San Martín de Oscos.